# Ricard Costa-Jussà
Ricard Costa-Jussà (Sabadell, 1967) és un missioner claretià. Va ser el provincial dels Missioners Claretians de Catalunya des del gener del 2016, i de la província de Sant Pau fins al 2022.

## Biografia
Va estudiar al col·legi Claret de Sabadell. Va fer la primera professió a Montgat l'any 1988, i el 1992 dugué a terme la professió perpètua a Vic. Va ser ordenat diaca l'any 1994 a Valls, i sacerdot a Sabadell, la seva ciutat natal, l'any 1995. Va fer els estudis de filosofia i teologia a la Facultat de Teologia de Catalunya. És també consiliari de l'Esplai Estel i rector de la parròquia del Cor de Maria i de Sant Tomàs de Barcelona.
El 2016 va rellevar del càrrec a Màxim Muñoz, que es preveu que continuï presidint la Unió de Religiosos de Catalunya fins que finalitzi el seu mandat el 2019. Costa-Jussà va organitzar el govern dels Claretians amb Ramon Olomí com a conseller-prefecte d'economia, Josep Codina com a conseller-prefecte d'apostolat i Màxim Muñoz com a prefecte de formació i espiritualitat. Del 2020 al 2022 va ser el primer provincial de la província de Sant Pau que es va crear agrupant els territoris de Catalunya, Euskal Herria, França i Itàlia. L'agost del 2022 el va reemplaçar Juan Martín Askaiturrieta.